# Otto Zastro
Otto Zastro, auch Otto von Zastrow (* 24. November 1632 in Stettin; † 9. Mai 1693 in Schleusingen) war ein Sohn des pommerschen Adeligen und Juristen Christoph von Zastrow. Er war Kammerjunker und von 1671 bis zu seinem Tod 1693 Amtshauptmann der hennebergischen Ämter Schleusingen, Suhl, Kühndorf und Benshausen. Er war der Nachfolger des nach Zeitz versetzten Oberamtmanns Carl Christian Förster. Seine offizielle Bestallung fand am 24. Juni 1671 durch Herzog Moritz von Sachsen-Zeitz statt. Am 11. August 1687 erfolgte seine Beförderung zum Rat durch Herzog Moritz Wilhelm von Sachsen-Zeitz. Verheiratet war Zastro mit Agnes Euphrosine geb. von Witzleben.
Seit 1654 gehörte er der Fruchtbringenden Gesellschaft an, wo er den Gesellschaftsnamen Der Schaumende trug.